# Paolo Pedretti
Paolo Pedretti (Albese con Cassano, Como, 22 de gener de 1906 - Albese con Cassano, 22 de febrer de 1983) va ser un ciclista italià que va córrer durant els anys 20 i 30 del segle xx.
Va prendre part en els Jocs Olímpics de Los Angeles de 1932, en què guanyà la medalla d'or en la prova de persecució per equips, formant equip amb Nino Borsari, Marco Cimatti i Alberto Ghilardi.